# إدراج الحبل الخيطي
إدراج الحبل الخيطي (بالإنجليزية: Velamentous cord insertion)‏ هو إحدى مضاعفات الحمل التي تتميز بدخول الحبل السري في غشاء الجنين. يمثل إحدى المسببات الرئيسية للنزيف قبل الولادة الذي يؤدي إلى فقدان دم الجنين وارتفاع خطر الوفاة في فترة الولادة. تتسم حالات الحمل الطبيعية بدخول الحبل السري في منتصف الكتلة المشيمية وإحاطته بالكامل بالكيس السلوي. يشكل هلام وارتن طبقة حماية طبيعية حول الأوعية، إذ تمنع التمزق خلال الحمل والولادة. في إدراج الحبل الخيطي، تدخل أوعية الحبل السري في الغشاء المشيمي السلوي بشكل خاطئ، تمتد الأوعية بالتالي بين السلى والمشيماء متجهة نحو المشيمة. عند غياب هلام وارتن الذي يحمي الأوعية، تصبح الأوعية المكشوفة عرضة للضغط والتمزق.
ما يزال السبب الفعلي الكامن وراء إدراج الحبل الخيطي مجهولًا، لكن تشمل عوامل الخطر كلًا من عدم الولادة، واستخدام تقنيات التلقيح بالمساعدة، وسمنة الأمومة وحالات الحمل الأخرى المترافقة مع شذوذات مشيمية. غالبًا ما تُشخص حالات إدراج الحبل الخيطي من خلال التصوير بالأمواج فوق الصوتية البطنية. ترتفع نسبة نجاح التصوير بالأمواج في الثلث الثاني من الحمل، مع ذلك، يمكن استخدام الأمواج فوق الصوتية الدوبلرية أو يمكن استخدام الموجات فوق الصوتية عبر المهبل في الحالات الصعبة، مثل التوضع الخلفي للمشيمة. عند تشخيص الحامل بحالة إدراج الحبل الخيطي، يجب مراقبة الحمل عن كثب، إذ يمثل إدراج الحبل الخيطي عامل خطر هام للإصابة بالأوعية المتقدمة، التي تتسم بعبور الأوعية المكشوفة لعنق الرحم وتعرضها للتمزق عند تمزق الغشاء في الولادة المبكرة. تشمل استراتيجيات تدبير إدراج الحبل الخيطي أيضًا تحديد وجود حالة الأوعية المتقدمة. يؤثر إدراج الحبل الخيطي على تطور الجنين خلال الحمل نتيجة اضطراب نمو المشيمة، إلى جانب تعديل كفاءة الوظيفة المشيمية. يتجلى ذلك في مجموعة من النتائج الضارة المصاحبة لفترة الولادة، مثل تقييد نمو الجنين، وانفصال المشيمة، والأنماط الشاذة لمعدل نبضات القلب وموت الجنين. يصيب إدراج الحبل الخيطي ما يقارب 0.1-1.8% من حالات الحمل، ويرتفع معدل حدوثه عشر مرات في حالات الحمل المتعدد.

## التدبير
عند تشخيص حالة إدراج الحبل الخيطي، يجب تقييم نمو الجنين كل أربعة أسابيع باستخدام الأمواج فوق الصوتية ابتداءً من الأسبوع 28. في حال ملاحظة تقييد النمو داخل الرحم، يجب أيضًا تقييم الحبل السري بهدف إيجاد أي علامة للانضغاط. يمكن إجراء العديد من الاختبارات غير المسببة للإجهاد مرتين في الأسبوع بهدف التأكد من كفاءة الدم المتدفق للجنين. يجب تقييم السائل السلوي بشكل دوري لكشف أي مستويات عالية من الواسمات الالتهابية مثل الإنترلوكين-6 التي قد تشير إلى وجود التهاب داخل سلوي.
عند تشخيص حالة إدراج الحبل الخيطي، يمكن أيضًا إجراء التصوير بالأمواج فوق الصوتية عبر المهبل باستخدام لون دوبلر من أجل تحديد إمكانية وجود أحد الأوعية المكشوفة على بعد 2 سنتيمتر من عنق الرحم الداخلي. في حال تحديد مثل هذه الأوعية، قد يُلاحظ وجود الأوعية المتقدمة ويمكن قياس طول عنق الرحم كل أسبوع لتحديد خطر حدوث تمزق الأغشية المبكر.
يمكن أيضًا إعطاء المشورة للنساء اللاتي شُخصت لديهن حالة إدراج الحبل الخيطي بخصوص حالتهن، والمخاطر واحتمالات الإجراءات الممكنة، بما في ذلك الولادة المبكرة أو القيصرية.
من الممكن ولادة الطفل طبيعيًا عبر المهبل في حال غياب علامات الضائقة الجنينية. يجب مراقبة معدل نبضات قلب الجنين باستمرار من أجل كشف أنماط معدل نبضات القلب البطيئة أو الشاذة، التي قد تشير إلى حدوث ضائقة جنينية عند المخاض. في حال قرب الأوعية الدموية المكشوفة من عنق الرحم، أو في حال تعرضها لخطر التمزق، قد تُحدد الولادة القيصرية في بداية الأسبوع 35 من الحمل.

## وصلات خارجية
- Figure 1. showing (a) Velamentous cord insertion with rupture of the fetal vein. Clot formation at the site of rupture is clearly seen. (b) Rupture site after removal of the clot in Jantarasaengaram، S؛ Suthipintawong, C؛ Kanchanawat, S؛ Thanagumtorn, K (يوليو 2007). "Ruptured vasa previa in velamentous cord insertion placenta". Journal of Perinatology. ج. 27 ع. 7: 457–9. DOI:10.1038/sj.jp.7211757. PMID:17592490. مؤرشف من الأصل في 2014-01-06.